# Morsure de chat
 Mise en garde médicale
Une morsure de chat est une blessure causée par les dents d'un chat. Sa sévérité est variable, mais elle présente toujours un risque d'infection, qui est une complication fréquente notamment chez les enfants mordus.

## Statistiques
Statistiquement, parmi les foyers, les morsures de chats sur des humains sont environ trois fois plus rares que les morsures de chien, mais elles sont aussi plus graves, car les crocs pointus du chat infligent des lésions plus profondes,. Les morsures de chats représentent entre 3 et 15 % de toutes les morsures animales sur des humains.
D'après les statistiques établies par le service des urgences d'un hôpital sur 2 ans, sur 186 patients mordus ou griffés par un chat, 15 % ont subi des blessures à la tête ou au cou, 22 % des blessures au bras, 45 % des blessures à la main, 5 % des blessures au tronc et 13 % des blessures aux membres inférieurs. 56 % des blessures sont des perforations, 25 % des abrasions, 17 % des lacérations et 1 % des avulsions. 12,9 % des patients présentaient des signes cliniques d'infection de la plaie au moment de leur arrivée aux urgences, et 2,7 % ont développé l'infection malgré le traitement aux urgences : toutes ces infections résultaient de morsures.

## Circonstances des morsures
Deux situations sont particulièrement à risque de morsure sur les humains : tenter de séparer deux chats qui se battent, et interagir avec un chat souffrant ou blessé. Les circonstances dans lesquelles surviennent ces morsures de chats sont très majoritairement provoquées par l'interaction humaine.

## Complications
La durée d'apparition de complications après une morsure de chat est variable, allant de quelques heures à plus d'une semaine. Le cas le plus à risque est celui d'une morsure de la main avec saignement. 
Les morsures de chat peuvent être à l'origine d'une infection par Pasteurella multocida (pasteurellose cutanée), une bactérie retrouvée dans environ la moitié des cas de morsures de chats. Ces infections peuvent, dans de très rares cas graves, conduire à une septicémie, ou à une méningite.
Le traitement des infections repose sur l'Amoxicilline-clavulanate.